# Sous la loi de Django
Pour plus de détails, voir Fiche technique et Distribution.
Sous la loi de Django (La grande notte di Ringo) est un western spaghetti italo-espagnol sorti en 1966, réalisé par Mario Maffei.

## Synopsis
Dans la même cellule de la prison de Carson City, se trouvent Joseph Norton et Jack Balman dit Ringo. Ringo désire savoir où sont cachés les 200 000 dollars que, d'après le juge Nottingham, Norton aurait dissimulés après le vol. Ringo s'évade et se rend à Tombstone en prétendant être un agent fédéral pour retrouver le butin.

## Fiche technique
- Titre français : Sous la loi de Django
- Titre original : La grande notte di Ringo
- Genre : Western spaghetti
- Réalisation : Mario Maffei
- Scénario : Mario Maffei
- Production : Eduardo Manzanos (sous le pseudo de Silver Bom) (producteur) et Renato Tonini pour European Incorporation, Fénix Cooperativa Cinematografica
- Photographie : Carlo Bellero, Emilio Foriscot
- Montage : Giuliana Attenni
- Musique : Carlo Rustichelli
- Décors : Antonio Visone
- Maquillage : Anacleto Giustini
- Année de sortie : 1966
- Durée : 93 minutes
- Format : 2,35:1
- Langue : italien, espagnol
- Pays :  Italie,  Espagne
- Distribution en Italie : Warner Bros.
- Date de sortie en salle en France : 9 août 1967[1]

## Distribution
- William Berger : Jack Balman/Ringo
- Adriana Ambesi : Annette
- Eduardo Fajardo : Joseph Finley
- Walter Maestosi : armurier
- Guido De Salvi : agent fédéral Norman Ford
- Tom Felleghy : juge Nottingham
- Francisco Moran : Black Norton
- Armando Calvo : José le mexicain
- José Bódalo : shérif Sam
- George Rigaud : Jim Bailey
- Antonio Moreno : barman (non crédité)

## Réception
Le film rapporte 134 millions de Lires.